# Cas Anvar
Cas Anvar (Regina, 15 maart 1966) is een Canadees stemacteur, acteur en scenarioschrijver.

## Biografie
Anvar werd geboren in Regina bij Iraanse ouders, en groeide op in Montreal waar hij psychologie studeerde aan de McGill-universiteit. Het acteren leerde hij aan de National Theater School van Canada. Anvar spreekt vloeiend Engels, Frans en Perzisch, hiernaast spreekt hij ook een beetje Arabisch, Hindi  en Spaans.
Anvar begon in 1992 met acteren in de televisieserie Urban Angel, waarna hij nog meerdere rollen speelde in televisieseries en films. Hij speelde in onder andere Shattered Glass (2003), Timeline (2003), The Terminal (2004), Punisher: War Zone (2008), Source Code (2011) en The Strain (2016). Anvar speelde in 2005 mee in de televisieserie The Tournament, en werd voor deze rol samen met de cast tweemaal genomineerd voor een Gemini Award in de categorie Beste Optreden door een Cast in een Televisieserie.
In juni 2020 heeft Alcon Entertainment een onafhankelijke partij ingehuurd om meerdere aantijgingen van seksuele intimidatie en aanranding tegen Anvar te onderzoeken.
In november 2020 is daarom aangekondigd dat, alhoewel The Expanse een zesde en laatste seizoen krijgt, Anvar door deze aantijgingen niet terugkeert.

## Filmografie

### Films
Uitgezonderd korte films.
- 2024 Doin' It - als Farhad
- 2023 Gwen Shamblin: Starving for Salvation - als verkoper
- 2019 Draupadi Unleashed - als Manu
- 2019 Batman vs Teenage Mutant Ninja Turtles - als Ra's al Ghul (stem)
- 2019 The Operative - als Farhad
- 2018 Between Earth and Sky - als Sam Ifrani
- 2017 Nobility - als kapitein Eric Cern
- 2015 Room - als dr. Mittal
- 2015 The Vatican Tapes - als dr. Fahti
- 2015 Miss India America - als Deep Panday
- 2014 Fall - als Reza
- 2013 Diana - als Dodi Fayed
- 2013 Baby Sellers - als Vikram
- 2012 The Factory - als Phil
- 2012 Argo - als revolutionaire beveiliger
- 2012 The Son of an Afghan Farmer - als Michael
- 2011 Source Code - als Hazmi
- 2009 Transformers: Revenge of the Fallen - als Egyptische Interpol agent
- 2008 Punisher: War Zone - als plastische chirurg
- 2008 Dr. Jekyll and Mr. Hyde - als D.A. McBride
- 2007 Backyards & Bullets - als Vijay Patel
- 2007 Sublime - als dr. Sharazi
- 2006 Last Exit - als Salam Barakat
- 2005 Crimes of Passion - als rechercheur
- 2004 False Pretenses - als Nabil
- 2004 The Terminal - als douane agent
- 2003 Timeline - als eerste hulp dokter
- 2003 Jinnah: On Crime - White Knight, Black Widow - als Richard Kherani
- 2003 Shattered Glass - als Kambiz Foroohar
- 2003 How My Mother Gave Birth to Me During Menopause - als gynaecoloog
- 2002 Lathe of Heaven - als tv personaliteit
- 2002 Agent of Influence - als Khamal Rashid
- 2002 Wrong Number - als Thomas Pitrillo
- 2002 Redeemer - als Trini
- 2001 Hidden Agenda - als agent McCoomb
- 2001 The Sign of Four - als Sikh
- 2001 Cause of Death - als Leonard Sheck
- 2000 Race Against Time - als dr. Bergen
- 2000 Seducing Maarya - als Zakir
- 1999 The Patty Duke Show: Still Rockin' in Brooklyn Heights - als Mercutio
- 1998 Sublet - als nachtclub man
- 1998 Twist of Fate - als Goldwin
- 1998 The Incredible Adventures of Marco Polo - als Youssef
- 1997 Afterglow - als Frederico
- 1996 Everything to Gain - als ambulancebroeder
- 1996 Hawk's Vengeance - als Tango 1
- 1996 For Love Alone: The Ivana Trump Story - als Khalid
- 1995 Witchboard III: The Possession - als ambulancebroeder

### Televisieseries
Uitgezonderd eenmalige gastrollen.
- 2015-2021 The Expanse - als Alex Kamal - 56 afl.
- 2020 Cardinal - als Taj Roy - 5 afl.
- 2019-2020 How to Get Away with Murder - als Robert Hsieh - 4 afl.
- 2017 Star Trek Continues - als Sentek - 2 afl.
- 2016-2017 The Strain - als Sanjay Desai - 10 afl.
- 2016 Stalking LeVar - als dr. Casey Ravnah - 3 afl.
- 2015 Olympus - als Xerxes - 8 afl.
- 2013 Air Force One Is Down - als Kemal - 2 afl.
- 2011-2012 Xeno-Date - als Sirus - 8 afl.
- 2011 Neverland - als Starkey - 2 afl.
- 2009 The Phantom - als Raatib Singh - 2 afl.
- 2007 Superstorm - als Munish Loomba - 3 afl.
- 2005 The Tournament - als dr. Singh - ? afl.
- 1994-1995 Sirens - als dr. Fitch - 3 afl.
- 1994 The Maharaja's Daughter - als brigadier in New Delhi
- 1992 Urban Angel - als arcadehaleigenaar - 2 afl.

### Computerspellen
- 2012 Call of Duty: Black Ops II - als Mullah Rahmaan
- 2012 Halo 4 - als Dalton
- 2011 Assassin's Creed: Revelations - als Altaïr ibn La-Ahad

### Scenarioschrijver
- 2011-2012 Xeno-Date - televisieserie - 7 afl.

- International Standard Name Identifier: 0000 0003 6759 4002
- Library of Congress Control Number: no2012022483
- Nationale Bibliotheek van Israël: 987012385064805171
- Système universitaire de documentation: 241528577
- Virtual International Authority File: 232248380
- WorldCat: E39PBJbM8xwt4DktwqpFvBdYT3

1. ↑  Valent, Matthijs, "Vijfde seizoen van The Expanse houdt zijn adem in voor een diepe duik", NRC, 17 december 2020.
2. ↑  van Stam, Tom, The Expanse keert terug voor zesde en laatste seizoen. IGn (25 november 2020). Gearchiveerd op 7 december 2020. Geraadpleegd op 30 december 2020.